# Годзилла, Мотра, Мехагодзилла: Спасите Токио
Годзилла, Мотра, Мехагодзилла: Спасите Токио (яп. ゴジラ×モスラ×メカゴジラ 東京SOS Годзира, Мосура, Мэкагодзира — То:кё: Эсу-О:-Эсу) — японский кайдзю-фильм студии Toho, сиквел «Годзиллы против Мехагодзиллы-3». Это двадцать седьмой фильм о гигантском ящере Годзилле, двенадцатый о бабочке Мотре, второй о роботе Кирю,и пятый с участием Мехагодзиллы в целом,а также второй с участием черепахи Камоебаса. Это третий и последний фильм о Годзилле, снятый Масааки Тэдзукой. Японский кинопрокат стартовал 13 декабря 2003 года. Как и все фильмы периода Миллениум (начиная с «Годзиллы 2000: Тысячелетие») «Спасите Токио» был озвучен в России телеканалом РЕН ТВ.
«Годзилла: Спасите Токио» — единственный фильм о Годзилле в периоде Миллениум, сюжет которого связан с предыдущим фильмом.

## Сюжет
После того, как Мехагодзилла (Кирю) был поломан в схватке с Годзиллой, робот был восстановлен почти до полной функциональности, в то время как на дне Тихого океана снова начал пробуждаться Годзилла. В это же время в воздушное пространство Японии вторгается неизвестный летающий объект, который руководство сил самообороны сперва принимает за вражеский истребитель. Но это оказывается огромная бабочка Мотра, прилетевшая с далёкого юга.
А в это время в Каруидзаве проживает престарелый господин Синъити Тюдзё со своим внуком Сюном и племянником Ёсито. В тихую снежную ночь в их доме появляются феи-лилипутки Сёбидзин (Космос Земли), с которыми Синъити уже встречался много лет назад на острове Инфант. Сёстры Космос сообщают, что Мотра готова объявить войну Японии из-за того, что страна использует Кирю, ведь для его создания использовались кости и генный материал первого Годзиллы. Останки монстра должны быть погребены в океане. Если условия будут приняты людьми, то Мотра будет защищать их вместо Кирю, а в случае отказа Мотра объявит войну человечеству. Синъити, Сюн и Ёсито видят с балкона и саму Мотру.
Ёсито по стечению обстоятельств оказывается одним из механиков Кирю. Он снова выходит на работу и участвует в завершении ремонта робота. Многие изначальные функции удаётся восстановить, но система абсолютного нуля больше не может использоваться. Тем временем Синъити удаётся встретиться с премьер-министром Игараси, но тот отказывается закрыть проект Кирю, так как в памяти людей ещё свежи воспоминания о нанесённом Мотрой ущербе Токио.
Позже на восточное побережье Японии течение выносит труп громадной черепахи матаматы (Камебаса). Этот монстр получил смертельные раны в схватке с Годзиллой в океане и не смог выжить. Годзилла же не заставляет себя долго ждать и сначала нападает на американскую подводную лодку в открытом океане, а затем появляется невдалеке от Токио. Чудовище направляется вглубь города, к местонахождению Кирью. Начинается экстренная эвакуация, семья Синъити также решает покинуть город, но Сюн куда-то пропадает. В спешке и суете Синъити его застаёт во дворе школы складывающим из стульев и парт на асфальте огромный символ Мотры, как когда-то было сделано при первом появлении бабочки.
Мотра прилетает и нападает на Годзиллу. Завязывается великая битва, Мотра едва не погибает, но ей на помощь по приказу премьер-министра Игараси выпускают Кирю. После недолгой битвы с Годзиллой Кирю получает серьёзные повреждения. В разгар битвы разрушается Телевизионная башня, Синъити с внуком завалены обломками, Ёсито направляется на их поиски и вскоре благополучно доставляет обоих в госпиталь. Тем временем на родном острове Мотры феи поют песню и из яйца бабочки появляются две гусеницы. Они плывут по океану к Токио, на помощь Мотре и Кирю. Над роботом потерян контроль, и Ёсито решает добраться до него и устранить неполадки на месте, поскольку он первоклассный механик. Личинки Мотры приближаются к месту схватки и взрослая Мотра погибает, заслонив собой гусениц от луча Годзиллы.
Ёсито добирается до Кирю на мотоцикле через туннели метро. Там он попадает под обвал, но появляются Сёбидзин и помогают ему добраться до Кирю. Наладив систему управления, Ёсито не может выбраться из робота, так как механизм двери повреждён. Механик остаётся внутри головы Кирю, когда тот снова начинает сражение с Годзиллой и наносит тому сильную кровоточащую рану. Годзилла издаёт отчаянный рык и у Кирю снова срабатывает генетическая память, как во время первой битвы. Пока Годзилла и Кирю стоят напротив друг друга, личинки Мотры опутывают ящера паутиной. Вышедший из-под контроля робот издаёт тоскливый рёв, наклоняется над павшим Годзиллой, хватает его и несёт по воздуху к океану.
Только теперь Ёсито сообщает всем, что он по-прежнему внутри Кирю. Летящий за роботом истребитель отстреливает люк в голове робота, и он как будто понимает что происходит: он переворачивается, давая механику шанс покинуть его. Ёсито падает и его ловят с истребителя. Годзилла и Кирю скрываются в пучине, а личинки Мотры уплывают на свой остров.
Далее во время титров показано, как под водой Годзилла пытается освободиться от паутины и рычит.
В сцене после титров показано как в засекреченной лаборатории в строжайшей тайне содержится образец ткани Годзиллы, добытый в 1999 году. Голос в динамике объявляет, что на последнем заседании сил самообороны обсуждалось нахождение неизвестного объекта у побережья Японии.

## В ролях
| Актёр             | Роль                    |
| ----------------- | ----------------------- |
| Ноборю Канэко     | Ёсито Тюдзё             |
| Михо Ёсиока       | пилот Адзюса Кисараги   |
| Мицуки Кога       | Кёсукэ Акиба            |
| Хироси Коидзуми   | доктор Синъити Тюдзё    |
| Масами Нагасава   | фея Сёбидзин            |
| Тихиро Оцука      | фея Сёбидзин            |
| Акира Накао       | премьер-министр Игараси |
| Коити Уэда        | генерал Добаси          |
| Ко Такасуги       | Тогаси                  |
| Кэнта Сюга        | Сюн Тюдзё               |
| Юмико Сакю        | лейтенант Аканэ Ясиро   |
| Наомаса Мусака    | Горо Канно              |
| Юсукэ Томои       | лейтенант Хаяма         |
| Цутому Китагава   | Годзилла                |
| Мотокуни Накагава | Мехагодзилла (Кирю)     |

## Отсылки к предыдущим фильмам
- Две личинки Мотры в одном яйце заимствованы из фильма «Годзилла против Мотры».
- Заново восстановленный и вновь уничтоженный Кирью является отсылкой к «Террору Мехагодзиллы».
- Камебас до этого появлялся в фильме «Космическая амёба» 1970 года.

## Факты
- Хироси Коидзюми уже играл своего персонажа в фильме «Мотра» (1961)[2].
- После гибели Мотры глаза её личинок краснеют. В предыдущем фильме, когда Мехагодзилла вышел из-под контроля, его глаза также покраснели.
- Масааки Тэдзука планировал показать в фильме погибшего Ангируса, чей труп после схватки с Годзиллой приплывает к побережью. Однако, по совету продюсера Сёго Томиямы, этот монстр был заменён Камебасом — менее популярным кайдзю[3].